# Plus grande marche du Chili
La Plus grande marche du Chili (marcha más grande de Chile) est une manifestation qui a eu lieu à Santiago le 25 octobre 2019. Elle a été considérée aussi bien par les autorités locales, que par la presse nationale et internationale, comme une « concentration pacifique » des protestations de la même année. Plus d'1,2 million de personnes y ont participé à Santiago, le nombre de personnes y ayant participé à travers tout le pays est incertain mais est évalué à plus de 3 millions de personnes,.

## Organisation
L'organisation de la marche est spontanée, marquée par l'absence de figures individuelles et compte sur la présence d'acteurs divers de la vie du pays. Si l'organisation de la marche ne compte aucun dirigeant politique, aucun parti ni mouvement politique. Différents mouvements sociaux en faveur de la justice sociale et opposés aux politiques néolibérales telles que la privatisation de services de première nécessité (électricité, eau potable et assainissement, etc.) ont convergé durant l'événement avec d'autres groupes opposés aux inégalités de revenu et à la concentration des richesses, ou avec d'autres groupes réclamant une amélioration du système de sécurité sociale, l'élimination ou la réduction des impôts de certains services et, en matière politique, la création d'une assemblée constituante au Chili.

## Déroulement
Les manifestants ont commencé par se réunir sur la Plaza Baquedano dans la commune de Providencia, point névralgique des réunions de masse dans la capitale chilienne. Plusieurs unités de Carabiniers étaient présentes afin d'assurer l'ordre public, en plus des effectifs de l'Armée mobilisés dans la ville après que l'état d'exception a été décrété par le président chilien, Sebastián Piñera, pour la Région Métropolitaine. La marche a compris des cacerolazos - concerts de casseroles, vitoreos, chants et autres expressions artistiques et culturelles. Une des chansons emblématiques entonnée à l'unisson par les manifestants est « El baile de los que sobran » de Los Prisioneros.
Selon les estimations des autorités, 1,2 million de personnes ont pris part à cette marche, en faisant la manifestation la plus grande de l'histoire du Chili, dépassant les manifestations à la suite du résultat du plébiscite national de 1988, qui marqua le début du processus de transition vers la démocratie. À la fin de la manifestation, quelques groupes d'encapuchados ont été remarqués, provoquant quelques troubles avant d'être dispersés par les unités policières anti-émeutes des Carabiniers.

## Réactions
Cette manifestation a eu pour résultat l'annonce faite le lendemain par le Gouvernement du Chili dans laquelle il déclare prendre une série de mesures regroupées sous l'appellation « Nouvel Agenda Social ». Celui-ci comprend notamment le gel des prix de certains services, des changements dans la sécurité sociale du pays, des améliorations salariales et la réduction des salaires des parlementaires du Congrès national et des plus grandes charges du pays.